# Kostel svatého Antonína (Němčany)
Kostel svatého Antonína v Němčanech je římskokatolický kostel zasvěcený sv. Antonínovi. Je filiálním kostelem farnosti Slavkov u Brna. Je chráněn jako kulturní památka.

## Historie
Kostel pochází z roku 1676. Roku 1731 byl chrám přestavěn v barokním slohu. V roce 1872 k němu byla přistavěna sakristie. V 70. letech 20. století prošel kostel obnovou. Roku 1994 byly provedeny úpravy interiéru, roku 1997 se chrám dočkal nové střechy a fasády a roku 1998 byl kostel zevnitř vymalován. Roku 2011 byl do kněžiště instalován nový oltářní stůl, který 29. října téhož roku požehnal tehdejší brněnský biskup Vojtěch Cikrle.

## Vybavení
Kromě nového obětního stolu se v kněžišti nachází hlavní oltář se svatostánkem a s oltářním obrazem sv. Antonína Velikého. Vedle oltářního stolu stojí ambon. Na kůru v zadní části kostela se nalézají varhany z roku 1998.

## Exteriér
Chrám stojí při místním hřbitově s márnicí, nedaleko od Nemčanského potoka. Vedle kostela stojí litinový kříž, kamenná socha sv. Jana Nepomuckého, pomník místním obětem první světové války a pomník Hrabaru Dmitriji Lukjanoviči, který zahynul během druhé světové války.

## Galerie

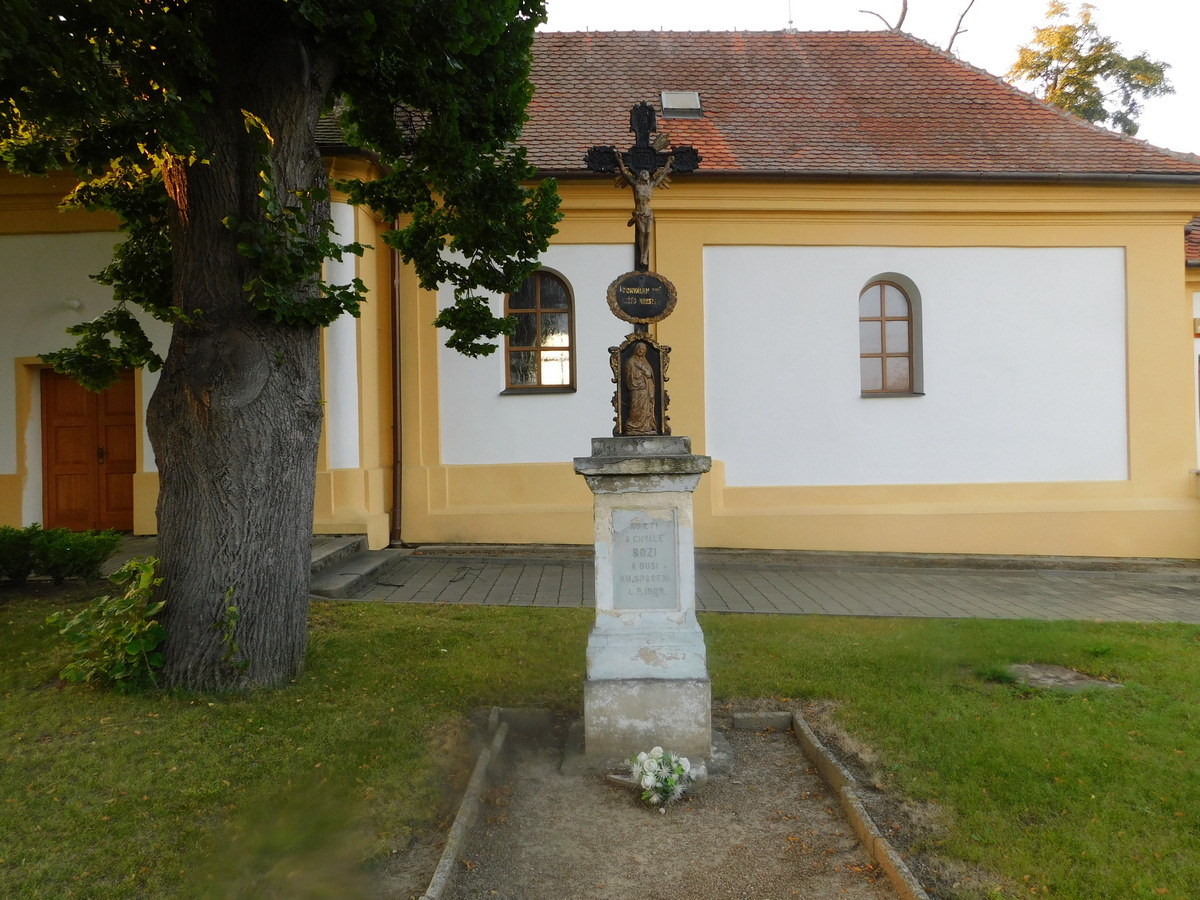
Kříž vedle kostela
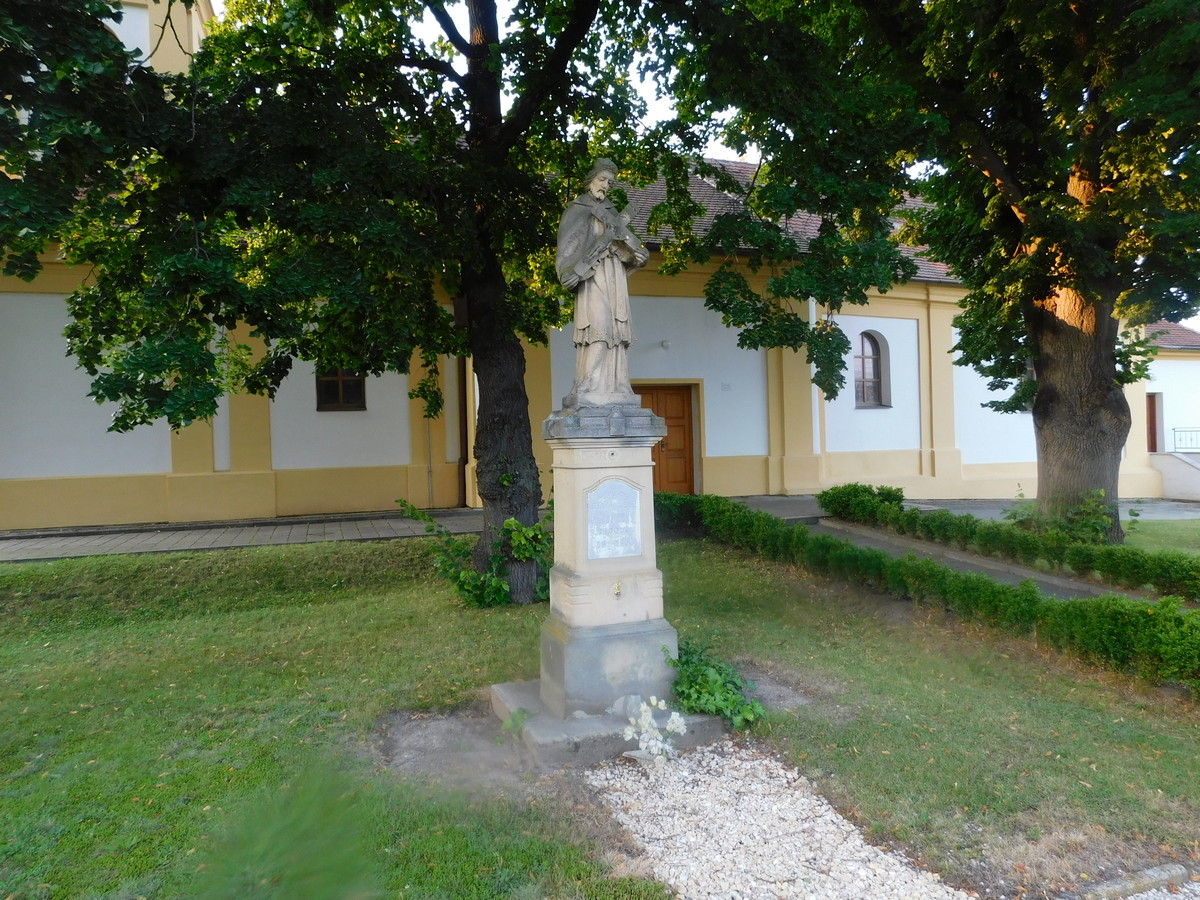
Socha sv. Jana Nepomuckého
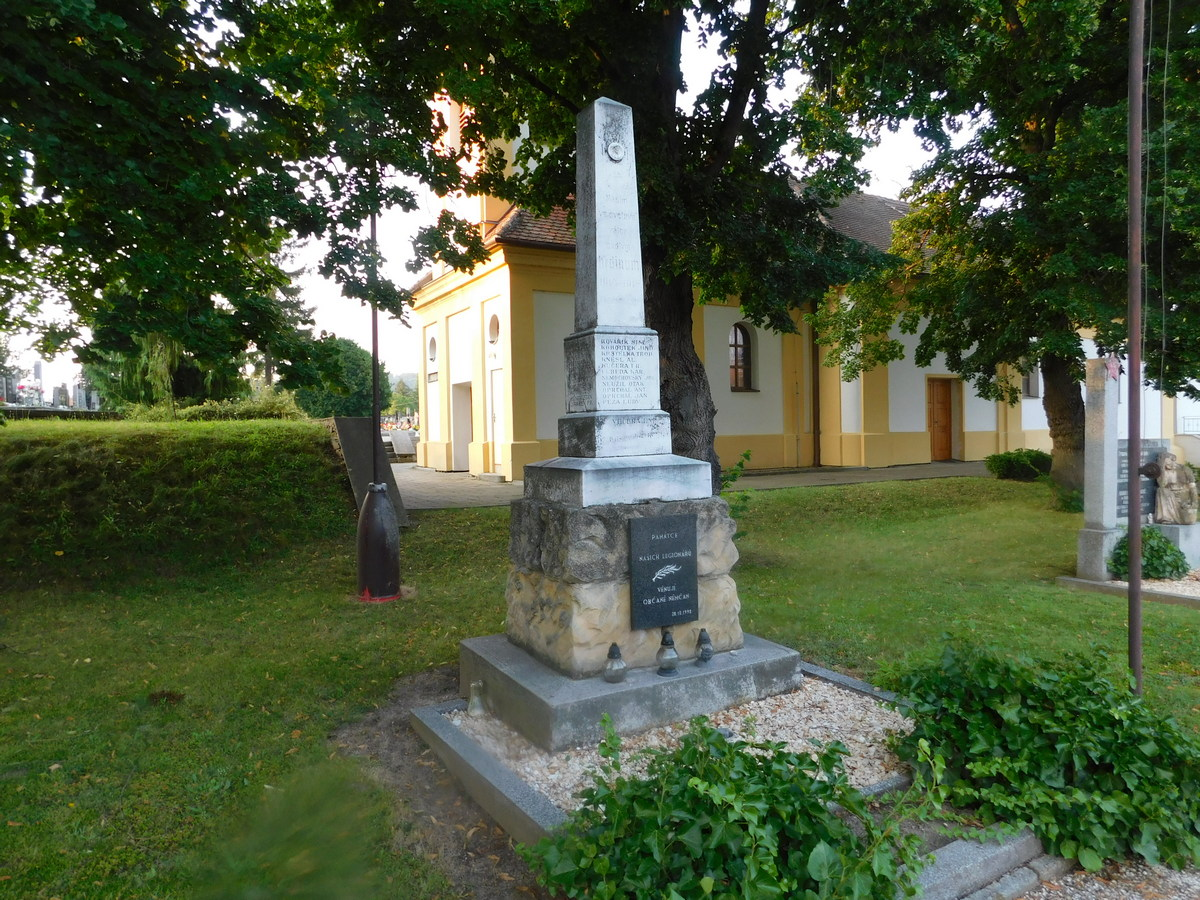
Pomník obětem první světové války
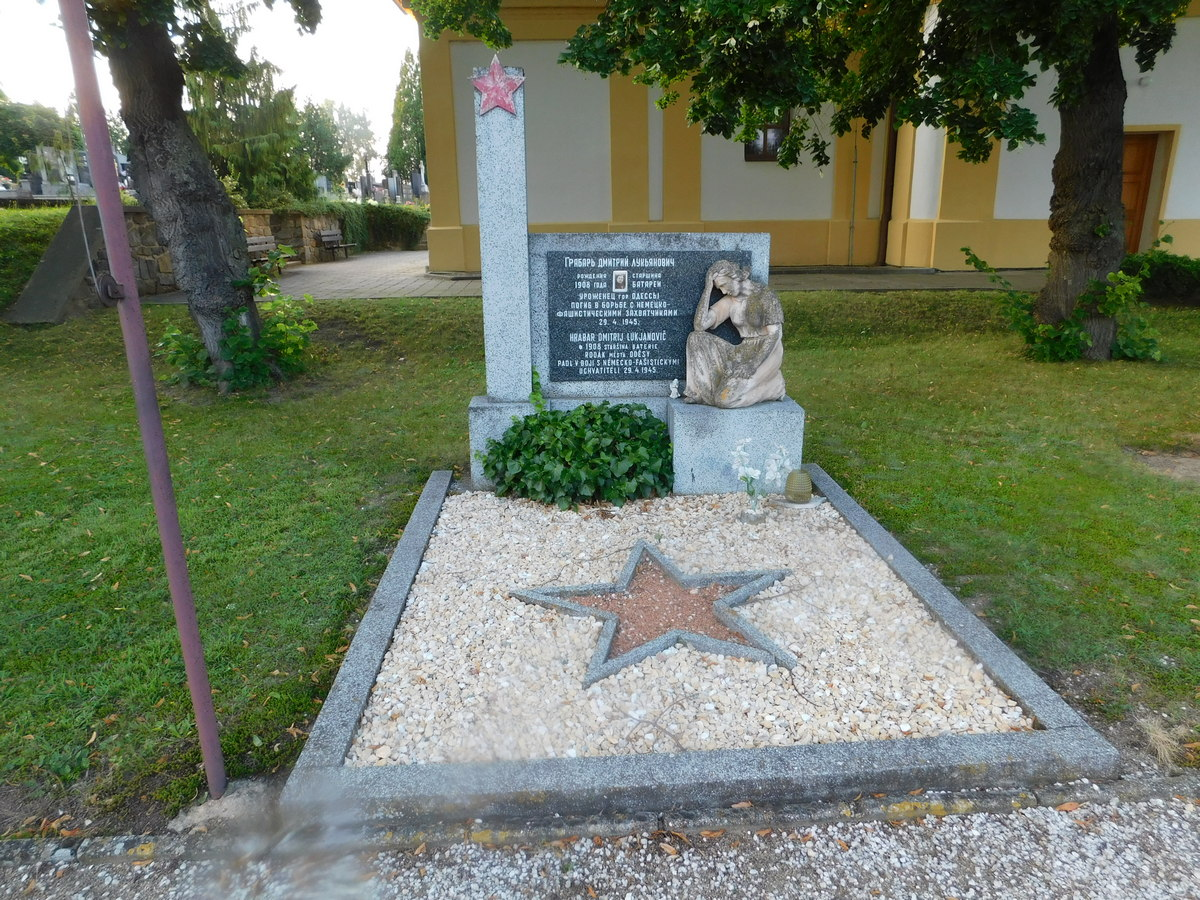
Pomník oběti druhé světové války